# 索米耶多
索米耶多（西班牙語：Somiedo），是西班牙阿斯图里亚斯的一个市镇。总面积291。38平方公里，总人口1142人（2017年），人口密度5人/平方公里。

## 人口
| 索米耶多历史人口 |
|                  |

## 图集

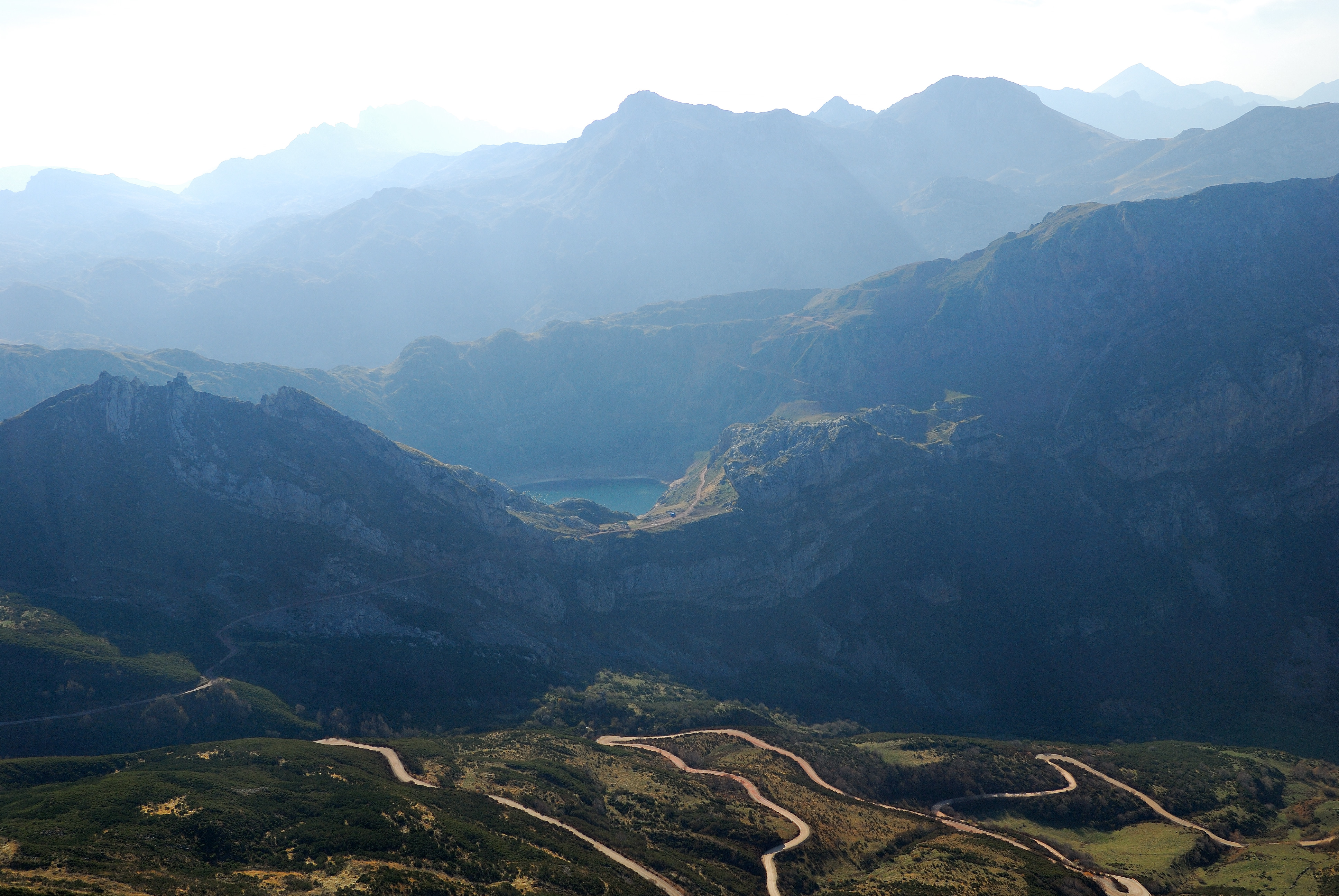
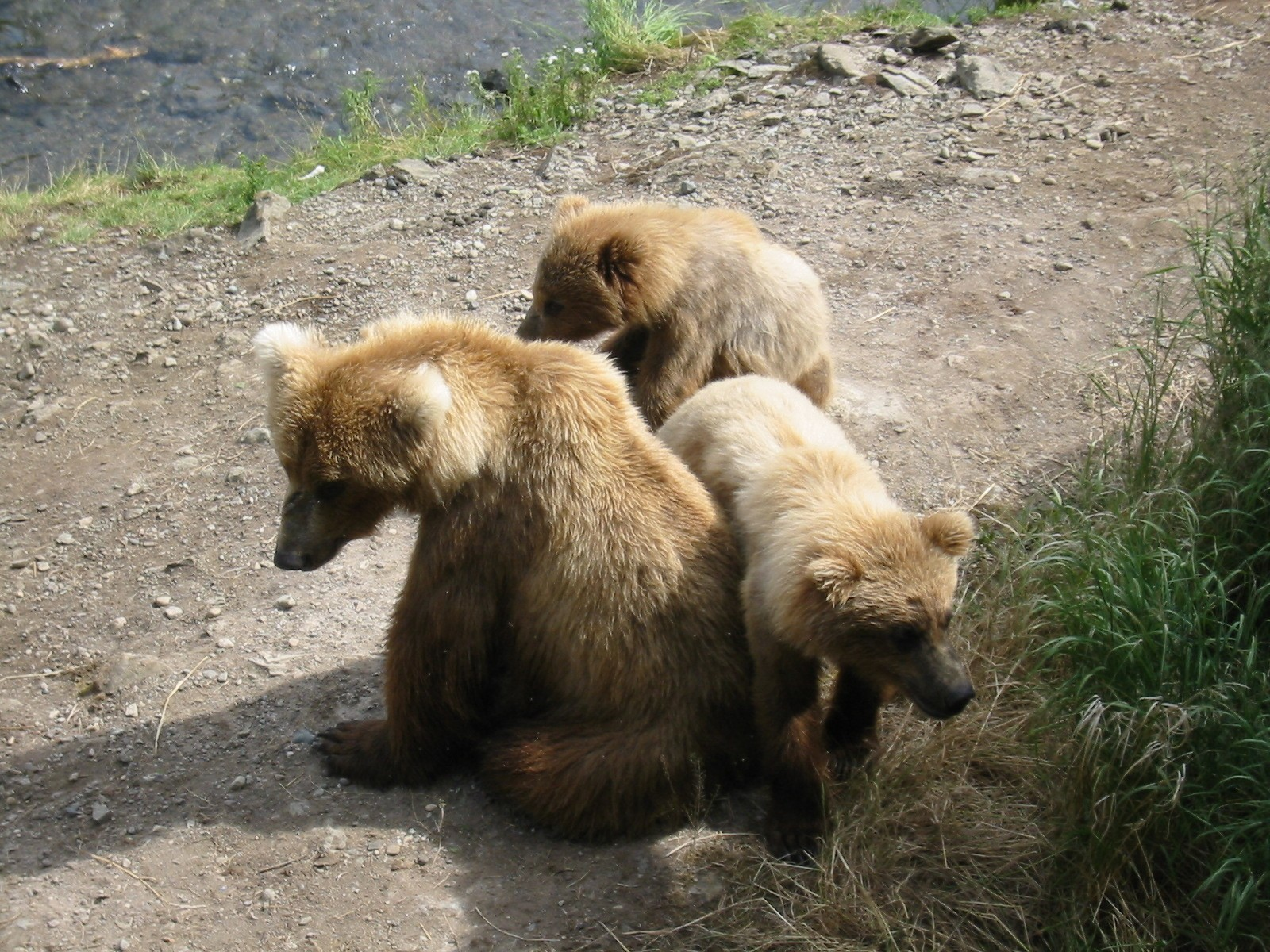
棕熊
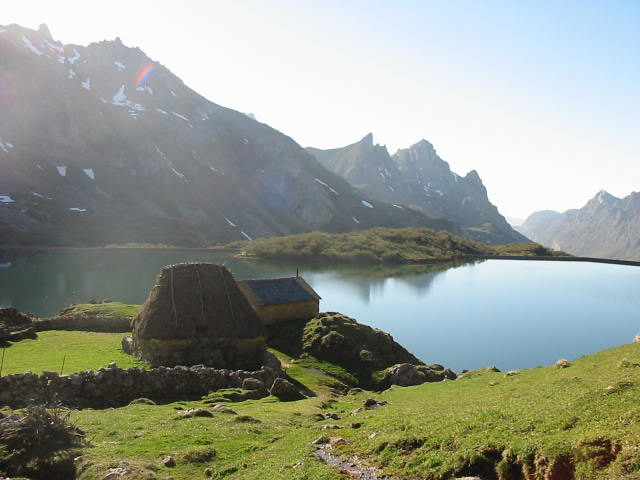
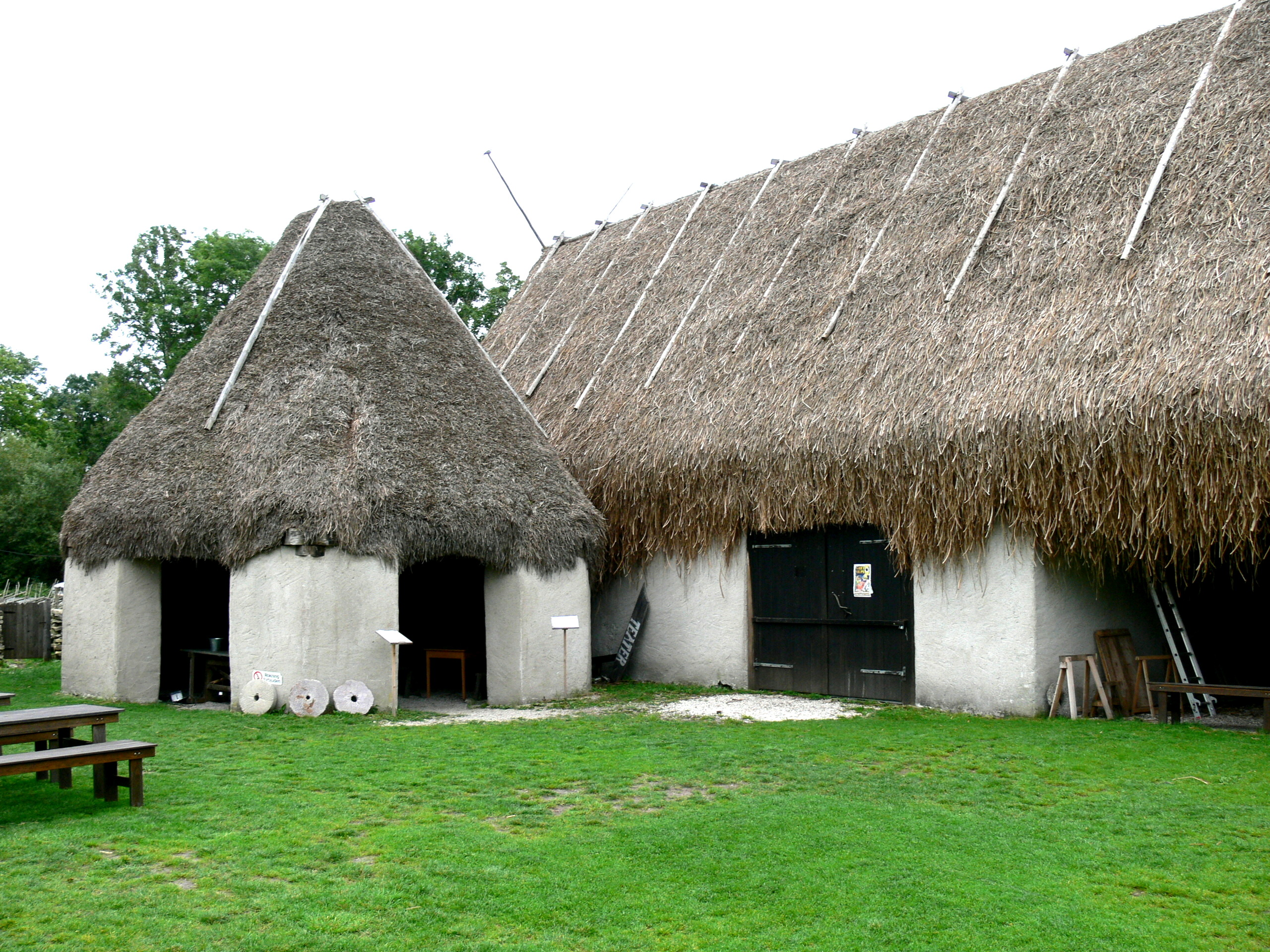